# Al-Chijam
Al-Chijam, także Chiam lub Khiam (arab. ‏الخيام‎) – miejscowość w południowym Libanie, w dystrykcie Kada Mardż Ujun. Podczas okupacji izraelskiej w latach 80. i 90. XX wieku Al-Chijam znajdowało się pod kontrolą Armii Południowego Libanu. Mieściło się tutaj ciężkie więzienie, w którym przetrzymywano osoby podejrzane o sprzyjanie antyizraelskiemu ruchowi oporu.